# Ratchet & Clank (serie)

Logo ufficiale originale della serie Ratchet & Clank

Ratchet & Clank è una serie di videogiochi platform-adventure sviluppati da Insomniac Games e pubblicati da Sony Computer Entertainment.
Al 2021 la saga conta nove capitoli principali, tra cui la serie principale dall'originale per PS2 a quella Future (Ratchet & Clank, Ratchet & Clank 2: Fuoco a volontà, Ratchet & Clank 3, Ratchet: Gladiator, Ratchet & Clank: Armi di distruzione, Ratchet & Clank: Alla ricerca del tesoro, Ratchet & Clank: A spasso nel tempo, Ratchet & Clank: Nexus e Ratchet & Clank: Rift Apart), quattro spin-off (Ratchet & Clank: L'altezza non conta, Secret Agent Clank, Ratchet & Clank: Tutti per uno e Ratchet & Clank: QForce), due crossover (PlayStation Move Heroes - Insieme per la prima volta e PlayStation All-Stars Battle Royale) e altri due videogiochi (Ratchet & Clank: Going Mobile e Ratchet & Clank: Before the Nexus), e infine nel 2012 ha inoltre rimasterizzato in alta definizione la prima trilogia dei tre giochi iniziali (dal 2002 al 2004) in una raccolta, intitolata The Ratchet & Clank Trilogy. Nel 2016 è uscita una reimmaginazione del primo capitolo in concomitanza con l'uscita di un film d'animazione, entrambi intitolati semplicemente Ratchet & Clank.
I videogiochi della serie sono arrivati a vendere oltre venticinque milioni di copie in tutto il mondo e a rivoluzionare la storia della PlayStation.

## Videogiochi

### Serie principale
| Titolo                                   | Anno           | Console                | Sviluppatore    |
| Saga originale                           | Saga originale | Saga originale         | Saga originale  |
| ---------------------------------------- | -------------- | ---------------------- | --------------- |
| Ratchet & Clank                          | 2002           | PlayStation 2          | Insomniac Games |
| Ratchet & Clank 2: Fuoco a volontà       | 2003           | PlayStation 2          | Insomniac Games |
| Ratchet & Clank 3                        | 2004           | PlayStation 2          | Insomniac Games |
| Ratchet: Gladiator                       | 2005           | PlayStation 2          | Insomniac Games |
| Saga Future                              |                |                        |                 |
| Ratchet & Clank: Armi di distruzione     | 2007           | PlayStation 3          | Insomniac Games |
| Ratchet & Clank: Alla ricerca del tesoro | 2008           | PlayStation 3          | Insomniac Games |
| Ratchet & Clank: A spasso nel tempo      | 2009           | PlayStation 3          | Insomniac Games |
| Ratchet & Clank: Nexus                   | 2013           | PlayStation 3          | Insomniac Games |
| Ratchet & Clank: Rift Apart              | 2021           | PlayStation 5, Windows | Insomniac Games |

### Spin-off
| Titolo                               | Anno           | Console                             | Sviluppatore                              |                |                |                |
| Saga originale                       | Saga originale | Saga originale                      | Saga originale                            | Saga originale | Saga originale | Saga originale |
| ------------------------------------ | -------------- | ----------------------------------- | ----------------------------------------- | -------------- | -------------- | -------------- |
| Ratchet & Clank: L'altezza non conta | 2007           | PlayStation Portable, PlayStation 2 | High Impact Games                         |                |                |                |
| Secret Agent Clank                   | 2008           | PlayStation Portable, PlayStation 2 | High Impact Games                         |                |                |                |
| Saga Future                          |                |                                     |                                           |                |                |                |
| Ratchet & Clank: Tutti per uno       | 2011           | PlayStation 3                       | Insomniac Games                           |                |                |                |
| Ratchet & Clank: QForce              | 2012           | PlayStation 3, PlayStation Vita     | Insomniac Games (PS3), Tin Giant (PSVITA) |                |                |                |

### Altri giochi
| Titolo                                               | Anno | Console                         | Sviluppatore                                                            |
| ---------------------------------------------------- | ---- | ------------------------------- | ----------------------------------------------------------------------- |
| Ratchet & Clank: Going Mobile                        | 2005 | Telefono cellulare              | Handheld Games                                                          |
| PlayStation Move Heroes - Insieme per la prima volta | 2011 | PlayStation 3                   | Nihilistic Software                                                     |
| The Ratchet & Clank Trilogy                          | 2012 | PlayStation 3, PlayStation Vita | Insomniac Games, Idol Minds (PS3), Mass Media Inc. (PSVITA)             |
| PlayStation All-Stars Battle Royale                  | 2012 | PlayStation 3, PlayStation Vita | Insomniac Games, SuperBot Entertainment (PS3), Bluepoint Games (PSVITA) |
| Ratchet & Clank: Before the Nexus                    | 2013 | iOS, Android                    | Darkside Game Studios                                                   |
| Ratchet & Clank: Ginga Saikyou Tristar Pack          | 2014 | PlayStation 3                   | Insomniac Games                                                         |
| Ratchet & Clank                                      | 2016 | PlayStation 4                   | Insomniac Games                                                         |

## Altri media

### Fumetti
Dal 2005 la Insomniac Games ha pubblicato sul suo sito web ufficiale una mini-serie online a fumetti intitolata The Adventures of Captain Starshield, composta da sei episodi e con protagonista Starshield, personaggio del videogioco Ratchet: Gladiator.
È stata pubblicata anche una serie a fumetti omonima, composta da sei numeri, scritta da TJ Fixman e con disegni di Adam Archer, pubblicato dalla WildStorm dal settembre 2010 al febbraio 2011. Nel luglio 2011 è stato pubblicato un libro contenente tutti i sei fumetti combinati in uno. I fumetti seguono l'avventura del duo per sconfiggere Artemis Zogg e risolvere le sparizioni di interi pianeti. I fumetti sono disponibili in forma cartacea o come download sul PlayStation Store della PSP.
Un fumetto di Ratchet & Clank chiamato Ratchet & Clank: Bang Bang Bang! Critical Danger of the Galaxy Legend (ラチェット & クランク ガガガ! 銀河のがけっぷち伝説?, Rachetto & Kuranku: Ga Ga Ga! Ginga no Gakeppuchi Densetsu) è stato realizzato a partire dal febbraio 2004, nella edizione bimestrale della rivista giapponese CoroCoro Comic. È stata prodotta da Shinbo Nomura ed è terminata nell'edizione del febbraio 2008 della rivista. Il primo volume contenente i primi dodici capitoli è stato distribuito il 28 novembre 2005. A partire dal gennaio 2013 il manga è nuovamente disponibile.

### Film
Nell'aprile 2013 fu annunciato che le case di produzione cinematografiche Blockade Entertainment e Rainmaker Entertainment hanno comprato i diritti cinematografici di Ratchet & Clank con l'intenzione di trarre un film in computer grafica dedicato alla nota serie videoludica, previsto a uscire nelle sale cinematografiche nel 2015 in formato 3D. Insomniac Games ha confermato che i principali doppiatori della serie (James Arnold Taylor, David Kaye, Jim Ward, Armin Shimerman e Paul Giamatti) riprenderanno nuovamente i loro ruoli rispettivamente come voce di Ratchet, Clank, il Capitano Qwark, il Dr. Nefarious e il presidente Drek, mentre la sceneggiatura del film è stata affidata a TJ Fixman. Il film è una rivisitazione degli eventi del gioco originale che dettagliano il primo incontro tra Ratchet e Clank, così come la loro lotta contro il vile presidente Drek, ma anche il loro primo incontro/scontro con il Capitano Qwark e il loro arcinemico Dr. Nefarious. 
Il film è stato mostrato in anteprima il 15 maggio 2015 al festival di Cannes 2015 ed è uscito nelle sale cinematografiche statunitensi il 26 aprile 2016 distribuito dalla Gramercy Pictures e in quelle italiane il 26 giugno dalla Lucky Red.
Nella versione italiana Simone D'Andrea doppia Ratchet, Franco Mannella doppia Clank, Massimo Lopez doppia Qwark, Massimo Rossi doppia Drek mentre lo youtuber italiano Lorenzo Ostuni in arte Favij doppia il robottino Zed, assistente di Drek, e la youtuber italiana Greta Menchi doppia la Ranger Galattica Cora.

## Accoglienza
I capitoli e titoli principali della serie sono stati ben accolti e acclamati da pubblico e critica e sono stati un successo di vendite.
- Ratchet & Clank: 90% su GameRankings e 88% su Metacritic
- Ratchet & Clank 2: Fuoco a volontà: 90% su Metacritic e GameRankings
- Ratchet & Clank 3: 91% su Metacritic e GameRankings
- Ratchet: Gladiator: 82% su GameRankings e 81% su Metacritic
- Ratchet & Clank: Armi di distruzione: 89% su Metacritic e 88% su GameRankings
- Ratchet & Clank: Alla ricerca del tesoro: 77% su GameRankings e 76% su Metacritic
- Ratchet & Clank: A spasso nel tempo: 87% su Metacritic e GameRankings
- Ratchet & Clank: Nexus: 77% su GameRankings e 76% su Metacritic
- Ratchet & Clank: Rift Apart: 88% su Metacritic e 88%-95% su OpenCritic[4]
- Ratchet & Clank: 86% su GameRankings, 85% su Metacritic e 86%-92% su OpenCritic[5]